# کویتاینه
کویتاینه (به لهستانی:  Kwitajny) یک روستا در لهستان است که در گمینا پاسونک واقع شده‌است. کویتاینه  ۲۵۳ نفر جمعیت دارد.